# Vlastimil Petržela
Vlastimil Petržela (n. 20 de julio de 1953, Prostějov) es un ex futbolista y entrenador checo, que actualmente dirige al FC Graffin Vlašim. Como futbolista jugó como delantero y fue internacional con la selección de Checoslovaquia.

## Trayectoria
Petržela en 1970 debutó con el SK Prostějov de su ciudad natal y posteriormente jugó en el SK Sigma Olomouc y Slavia Praga de la Primera división checoslovaca, entre otros equipos. En el Slavia acabó su carrera como futbolista profesional en 1985.
Fue internacional con la selección de Checoslovaquia, pero solo disputó dos partidos. Participó con el equipo nacional en la Copa Mundial de 1982 y salió como sustituto en el partido contra Kuwait.

## Carrera como entrenador
Petržela entrenó a varios equipos checos como el Slavia, Sparta Praga, Slovan Liberec, Bohemians y FK Mladá Boleslav antes de firmar por el Zenit San Petersburgo en 2002. Como entrenador del equipo ruso logró buenos resultados, tales como el subcampeonato de liga en 2003 y los cuartos de final de la Copa de la UEFA 2005–06.
En la temporada 2006/2007 firmó por el Sigma Olomouc. No tuvo éxito y fichó por el Neftchi Baku en verano de 2007, pero fue despedido seis meses después.
Fue nombrado entrenador en la temporada 2009/10 del FK Viktoria Žižkov en la segunda división checa, y del MFK Zemplín Michalovce en la segunda división eslovaca la temporada siguiente. En enero de 2014 firmó con el FC Graffin Vlašim.